# Goethezeit

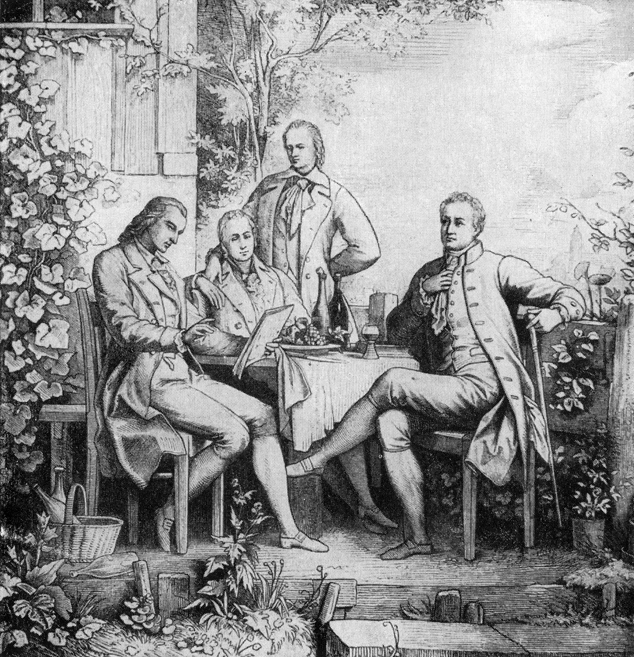
Schiller, Wilhelm, Alexander von Humboldt und Goethe in Jena

Die so genannte Goethezeit, von der Persönlichkeit des Dichters Goethe ausgehend, umfasst die Jahre 1770 bis 1830. Mit diesem umstrittenen Begriff, den 1923 der Literaturhistoriker Hermann August Korff prägte, ist die Zeitspanne zwischen der Epoche des Sturm und Drang und der Klassik, deren örtlicher Mittelpunkt Weimar war, gemeint. Auch die Epoche der Romantik wird in ihren wichtigsten Ausprägungen zur Goethezeit gerechnet. Teilweise wird auch die Aufklärung dazugezählt.

## Charakteristik
Nach der Überwindung der gefühls- und ausdrucksstarken Literatur des Sturm und Drangs, der vor allem die irrationalen und ungebändigten Kräfte im Auge hatte, steht im Zentrum der Goethezeit die Klassik. Ihr Kunstideal zielt auf „Bändigung, Formung [und] Normung“ und strebt einen Ausgleich zwischen „sinnlichem Trieb und dem Gesetz der Vernunft an.“ Zu den wichtigsten Autoren dieser Periode gehören Goethe, Schiller, Hölderlin, Jean Paul und Novalis.
Gegenüber der nach Geschlossenheit, Vollkommenheit und Harmonie strebenden Klassik, steht im Fokus der romantischen Epoche das Unbegrenzte und nochmals das Irrationale. Unendlichkeit und Unvollkommenheit, Religion und Mystik, Traum und Unterbewusstsein sind nun die Themen, mit denen die Vertreter dieser Strömung einem einseitig rationalistischen Begriff von Mensch und Welt entgegenzuwirken versuchen.

## Autorinnen
Zu den Erscheinungen der Goethezeit zählt auch, dass sich zunehmend hauptberuflich schreibende Frauen am Buchmarkt etablieren. Angefangen bei Sophie von La Roche, die „wohl als erste Frau in Deutschland … durch Schriftstellerei Geld verdiente“, treten jetzt die Schriftstellerinnen Sophie Mereau, Johanna Schopenhauer, Karoline von Wolzogen, Dorothea Schlegel und Therese Huber in Erscheinung. Diese Autorinnen sind zum Teil auch von Goethe und Schiller protegiert worden.
Das von Carl Wilhelm Schindel herausgegebene Lexikon „Die deutschen Schriftstellerinnen des neunzehnten Jahrhunderts“ weist um 1823 bereits 500 literarisch tätige Frauen zwischen den Jahren 1795 und 1825 nach.

## Philosophie und Religion
Philosophisch steht im Mittelpunkt der Goethezeit der deutsche Idealismus, den Immanuel Kant begründete. In diese Zeit fällt auch der so genannte „Pantheismusstreit“, der auf die Schriften des bereits im 17. Jahrhundert verstorbenen holländischen Pantheisten Baruch Spinoza zurückgeht. Auch Herder und Goethe beteiligen sich an dieser Debatte.
Die philosophischen Strömungen dieser Zeit stellen die kirchlichen Dogmen schließlich infrage. So ist die Literatur der Goethezeit geprägt von der Auseinandersetzung zwischen Religiosität und Aufklärung, dem Zwiespalt von Atheismus und Gottesglaube (so bei Jean Paul oder in Goethes Faust). Auch die Persönlichkeiten der Goethezeit wurden von diesem Konflikt geprägt (er verursachte die Selbstmordgedanken des jungen Friedrich Schiller).
Erst im Zuge der romantischen Bewegung erlebt der Katholizismus einen neuen Aufschwung. Zahlreiche prominente Mitglieder dieser Generation konvertieren zum Katholizismus. Zu den prominentesten Vertretern dieser Gruppe zählen Clemens Brentano, Dorothea Schlegel und ihr Mann Friedrich Schlegel.
Zu den wichtigsten Philosophen der Goethezeit gehören u. a. Fichte, Schelling und Hegel.

## Industrielle Revolution
All diese Erscheinungen stehen unter dem Eindruck der zunehmenden Rationalisierung aller menschlichen Lebensprozesse. In die Goethezeit fällt der Beginn der industriellen Revolution und bringt weit reichende gesellschaftliche Umwälzungen mit sich. Nicht zuletzt durch die Verbesserung der Dampfmaschine, um die sich James Watt verdient gemacht hat, werden die Themen Industrie und Transport zu einem untrennbaren Bestandteil des täglichen Erlebens. Ob es sich um Druckmaschinen, Dampfmaschinen, das Dampfschiff oder die Eisenbahn handelt, die Tagebücher und Briefe jener Zeit erzählen von der Aufregung und Unruhe, die diese „Maschinenwesen“ verursachen.
Neben diesen Neuerungen gewinnt auch die empirische Medizin zunehmend an Bedeutung. Der aus Weimar stammende Mediziner Christoph Wilhelm Hufeland gehört zu denen, die sich hier einen Namen machen. Daneben wird die Homöopathie durch Samuel Hahnemann begründet. Viele prominente Zeitgenossen der so genannten Goethezeit hängen ihr an.

## Französische Revolution
Auch wenn das Herzogtum Weimar als ein vergleichsweise liberales dasteht, bleibt es von den Leitgedanken (Freiheit, Gleichheit, Brüderlichkeit) und schließlich auch von den Unruhen der französischen Revolution nicht unberührt. Während die mit dem Weimarer Hof eng verbundenen Angehörigen Wieland, Herder und Knebel den Bastillesturm „als Zeichen einer neuen Epoche der Freiheit zunächst hoffnungsvoll begrüß[]en“, lehnt Goethe die Revolution von vornherein ab. Da der politische Nonkonformismus Herders und Knebels auch dem regierenden Herzog von Weimar nicht verborgen bleibt, kommt es schließlich auch zu Unruhen am Musenhof. Der vom Hof abhängige Herder gerät unter Druck und muss seine freiheitlich-politische Einstellung zurücknehmen. Die Freundschaft zwischen Herder und Goethe, der dem Herzog im Krieg gegen die Revolutionäre bereits ins Feld gefolgt war, erhielt hiernach einen weiteren Riss.
Auch Schiller gerät zeitweilig unter Verdacht, mit den Anhängern der Revolution zu sympathisieren. Doch auch nach der Ernennung zum Ehrenbürger der französischen Republik kann er dem Weimarer Hof glaubhaft versichern, kein Anhänger der Revolution zu sein.
Andere bekennen sich konsequent zu den Zielen der Revolution und bleiben ihr auch noch dann treu, als der Kopf des französischen Königs rollt: So der mit Goethe und Schiller befreundete Literat, Forscher und Weltumsegler Georg Forster, der manchen als „der geheime, der unterschlagene Klassiker der deutschen Literatur“ gilt.